# إدوين غارسيا
ادوين غارسيا (بالإسبانية: Edwin García) (10 يوليو 1982 بيريرا كولومبيا - ) هو لاعب كرة قدم كولومبي يلعب كمدافع.

## روابط خارجية
- إدوين غارسيا على موقع قاعدة بيانات كرة القدم.إي يو (الإنجليزية)
- إدوين غارسيا على موقع Soccerway.com (الإنجليزية)